# Wilhelm Jakobs
Wilhelm Jakobs (Diezenkausen, 10 de febrero de 1858 - Bonn, 3 de febrero de 1942) fue un ingeniero ferroviario alemán. Asesor del sector de la construcción de vagones, ideó el bogie compartido, una disposición de las ruedas del material móvil ferroviario que habitualmente se designa con su apellido.

## Semblanza

### Primeros años y educación
Wilhelm Jakobs nació en 1858 en Diezenkausen. Era el primogénito de Wilhelm Jakobs (1832-1913) y de Luise Simon. Su padre, un respetado granjero y herrero, asumió un cargo público, poseía inclinaciones poéticas y era conocido por sus paisanos como un "poeta detrás de un arado". 
El joven Wilhelm asistió a la escuela primaria en Waldbröl, y luego a una escuela superior pública. Desde 1874 acudió al Liceo Real Federico-Guillermo en Colonia, hasta su graduación en 1877. Ese mismo año se matriculó en ingeniería mecánica en la Gewerbeakademie de Berlín (la posterior Universidad Técnica). En 1882 aprobó el primer examen estatal de ingeniería mecánica. 
Después de varias actividades prácticas en talleres ferroviarios y del servicio militar como voluntario de un año en el regimiento ferroviario, trabajó en la construcción de locomotoras en Hannover. Entre 1886 y 1888 pasó el examen de locomotoras, accediendo a un puesto de funcionario en la Dirección del Ferrocarril de Colonia. 
En 1895 se casó con Else Luyken y se instaló en St. Johann. Con Else tuvo un total de 5 hijos, que nacieron entre 1896 y 1905. En 1896 fue destinado de nuevo a Colonia, pero en 1900 se retiró del servicio civil, después de ser nombrado jefe de la fábrica de vagones de Rastatt. En abril de 1901, la Oficina Imperial de Patentes registró su idea de un "coche de pasajeros que consta de varias secciones articuladas, dos de las cuales descansan en un bogie común con sus extremos uno frente al otro", que llegaría a ser conocido con el nombre de bogie Jakobs. Con este diseño, dos extremos adyacentes de la carrocería de los vehículos ferroviarios se apoyan sobre un bogie común, ahorrándose peso muerto. Posteriormente, su sistema ha sido utilizado por vagones y unidades múltiples en todo el mundo 
En la primavera de 1914, se fundó en Berlín la Asociación de fábricas alemanas de vagones. Jakobs se convirtió en uno de los dos directores gerentes y se mudó con su familia a Berlin-Dahlem. 

### Primera Guerra Mundial
Al comienzo de la Primera Guerra Mundial fue movilizado como Capitán de la reserva y Jefe de la Compañía de Ferrocarriles número 9. A mediados de agosto se encontraba con su compañía en Bélgica, donde se encargó de reconstruir la estación de tren de Libramont. 
De septiembre a noviembre de 1914, se encargó de construir puentes ferroviarios provisionales sobre el río Mosa en Charleville Mezieres, sobre el río Escalda en Ename; y desde la ciudad belga de Oudenaarde su compañía reconstruyó el ferrocarril Sodeghem Kortrijk y lo puso en funcionamiento. A comienzos del año 1914/15, se hicieron cargo de los ferrocarriles Torhout Ostende y Thourout Ypres. En Ostende, llevaron los cañones pesados hasta las dunas, e instalaron un faro. En abril de 1915, Wilhelm Jakobs dirigió el despliegue ferroviario previsto para atacar Ypres, al igual que durante las batallas posteriores. A finales de 1915 había ascendido al rango demayor de la reserva. 
En el invierno de 1915/16 se dedicó a preparar las vías de ferrocarril necesarias para el abastecimiento de las tropas durante el ataque a Verdún. También se encargó de reparar las esclusas para que el canal de Maas volviera a estar operativo después de la batalla de Verdún. En el otoño de 1916 recibió la Cruz de Hierro de las clases II y I, así como la Orden del León de Zähringen. Retirado del campo de batalla, se le encomendó que asumiera la dirección de la  Asociación de Fábricas Alemanas de Vagones, ya que la necesidad de nuevos vagones ferroviarios se había convertido en una prioridad bélica. Al mismo tiempo, también participó en el comité de vehículos hasta su disolución. 
El desarrollo posterior de la guerra le causaron gran amargura y  ansiedad, ante el fracaso de la creación de una comunidad pangermana y de sus objetivos de guerra de gran alcance. Apoyó la aparición del llamado Partido de la Patria 1917/18, y unos días antes del final de la monarquía en Alemania, fue recompensado con su nombramiento como miembro del "Consejo de la Edificación Real", pasando a ser conocido como "Jakobs del Consejo de Construcción" hasta después de su muerte. 
La guerra perdida, la revolución y el Tratado de Versalles supusieron para Jakobs un duro golpe. En diciembre de 1918 participó en la fundación del Partido Popular Nacional Alemán, postulándose para un cargo en las elecciones parlamentarias sin obtener un escaño. En marzo de 1921 se disolvió la Asociación de Fábricas Alemanas de Vagones, que una vez refundada se disovió de nuevo en octubre de 1923, lo que supuso el inicio del declive de Wilhelm Jakobs. Ya tenía 65 años, pero le costó resignarse al hecho de su jubilación forzada. La producción en la década de 1920 de vagones basados en su invento, un tranvía articulado, se convertiría en su último proyecto satisfactorio, en el que participó ocasionalmente. 

### Muerte
En octubre de 1926, Jakobs vendió su casa en Berlín-Dahlem y se mudó con su esposa a Bensheim Bergstraße, pero en 1931 se mudó a su pueblo natal, Diezenkausen. En 1939, a la edad de 80 años, Wilhelm Jakobs también abandonó la casa en Diezenkausen y se mudó a una pensión con su esposa en Bonn, donde falleció víctima de un derrame cerebral el 3 de febrero de 1942. 

## Lecturas relacionadas
- (Alemán) Karl Sachs: Elektrische Triebfahrzeuge. Huber, Frauenfeld 1953.